# کنژا
کنژا شهری در استان پلون کشور بلغارستان است که جمعیت آن در سال ۲۰۰۱ میلادی ۱۲٬۶۵۸ نفر بوده‌است.